# Isla La Arenosa
Isla La Arenosa es el nombre de una isla fluvial de Venezuela localizada en el río Orinoco (el principal río de ese país suramericano). Administrativamente se ubica en el  oeste del Estado Bolívar en el Municipio Cedeño cerca de los límites con el Estado Guárico, y de las localidades venezolanas de Caicara del Orinoco (Bolívar) y Cabruta (Guárico) en las coordenadas geográficas 07°37′11″N 66°11′40″O / 7.61972, -66.19444. Se eleva unos 3 metros sobre el nivel del mar.